# 馬傳煦
馬傳煦（?—?），浙江會稽人，清朝政治人物、進士出身。
咸豐九年，會試第一，登進士，改庶吉士。咸豐十年，散館后，授翰林院編修。